# Aeropuerto de Nálchik
El Aeropuerto de Nálchik (del ruso: Аэропорт Нальчик) (IATA: NAL, ICAO: URMN) es un aeropuerto ubicado 3 km al noreste de Nálchik, capital de la República de Kabardia-Balkaria, Rusia. 
Está operado por la empresa "Aeropuerto de Nálchik (del ruso: Аэропорт Нальчик).
La compañía aérea Elbrus Avia es el principal usuario del aeropuerto.
El espacio aéreo está controlado desde el FIR de Mineralnie Vodi (ICAO: URMM).

## Pista
Cuenta con dos pistas paralelas, ambas en dirección 02/20.
La primera, de 2.200 x 42 m (7.218x138 pies). Esta pista está equipada con "Indicador de Trayectoria de Aproximación de Precisión" (PAPI) y puede ser utilizada durante las 24 horas del día.
La segunda mide 1.520 x 100 m (4.986 x 328 pies) y es de tierra. Esta pista y parte de la plataforma es utilizada por el Ministerio de Defensa.

## Terminales
La terminal de pasajeros tiene una capacidad para 100 pasajeros/hora. La terminal de carga puede procesar 30 toneladas por día.
La plataforma puede acoger 12 reactores y 6 aeronaves de menor tamaño con un operatividad de 24 horas al día.

## Aerolíneas y destinos
| Nombre compañía  | Destinos                                                |
| ---------------- | ------------------------------------------------------- |
| RusLine          | Moscú (regular)                                         |
| Saratov Airlines | Moscú (regular), Antalya (chárter)                      |
| Kuban Airlines   | Moscú (regular)                                         |
| Air Volga        | Moscú (estacional, con código compartido con RusLine).  |
| Elbrus-Avia      | Moscú (estacional) y vuelos chárter a Dubái y Estambul. |